# Ballari
Ballari, bis 2014 offiziell Bellary (Kannada: ಬಳ್ಳಾರಿ Baḷḷāri [ˈbʌɭːaːri]), ist eine Stadt im indischen Bundesstaat Karnataka. 
Mit rund 410.000 Einwohnern (Volkszählung 2011) ist Ballari die achtgrößte Stadt Karnatakas. Ballari liegt gut 300 Kilometer nördlich von Bengaluru auf einer Höhe von rund 450 Metern über dem Meeresspiegel auf dem Dekkan-Plateau im östlichen Zentralkarnataka. Zur Grenze zum Nachbarbundesstaat Andhra Pradesh sind es weniger als 20 Kilometer. Die Stadt ist Verwaltungssitz des Distrikts Ballari.

## Geschichte
In Ballari erhebt sich aus der ansonsten flachen Umgebung ein 602 Meter hoher Felsen, auf dessen Gipfel eine Festung steht. Das Fort Ballari wurde während der Vijayanagar-Zeit von Hanumappa Nayaka, einem Lehnsmann der Vijayanagar-Herrscher, errichtet. Nach dem Fall des Vijayanagar-Reiches im Jahr 1565 dienten Hanumappa Nayakas Nachfahren dem Sultanat Bijapur als Vasallen. Um 1678 nahm der berühmte Marathen-König Shivaji das Fort Ballari ein, setzte die lokalen Machthaber aber gegen Tributzahlung wieder ein. 1761 wurde Ballari Basalat Jang, dem Herrscher von Adoni tributpflichtig. Der Machthaber von Ballari verweigerte aber die Tributzahlung, woraufhin Basalat Jang Ballari belagerte und Hyder Ali, den Herrscher von Mysore um Unterstützung bat. Hyder Ali eroberte und annektierte daraufhin Ballari. Während seiner Herrschaftszeit wurde die Festung erweitert. Ballari verblieb bei Mysore, bis Hyder Alis Sohn und Nachfolger Tipu Sultan es 1792 an Hyderabad abtrat. Der Nizam von Hyderabad überließ Ballari seinerseits im Jahr 1800 an die Briten, die es zu einem Garnisonssitz machten und in die Präsidentschaft Madras eingliederten. 1840 wurde Ballari zur Distrikthauptstadt. Als nach der indischen Unabhängigkeit 1953 aus dem telugusprachigen Nordteil der Provinz Madras der neue Bundesstaat Andhra gebildet wurde, kam Ballari wegen seiner überwiegend Kannada sprechenden Bevölkerung zum Bundesstaat Mysore, der 1956 umformiert und 1973 in Karnataka umbenannt wurde.
Anlässlich des fünfzigsten Jahrestags der Gründung Karnatakas im Jahr 2006 beschloss die Regierung des Bundesstaates nach einem Vorschlag des Schriftstellers U. R. Ananthamurthy, die englischen Namen von 13 Städten in Karnataka in ihre Kannada-Namensformen zu ändern. Hierdurch sollte Bellary in Ballari umbenannt werden. Die indische Zentralregierung unter Premierminister Manmohan Singh stimmte der Namensänderung zunächst nicht zu. Erst unter der bei der 2014 neu gewählten Regierung von Premierminister Narendra Modi trat die Umbenennung am 1. November 2014 offiziell in Kraft.

## Bevölkerung
Nach der Volkszählung 2011 hat Ballari 410.445 Einwohner. 70 Prozent der Bevölkerung sind Hindus, 27 Prozent sind Muslime, 2 Prozent Christen und 1 Prozent Jainas. Die Hauptsprache Karnatakas, das Kannada, wird in Ballari nach der Volkszählung 2001 nur von einer relativen Mehrheit von 39 Prozent der Bevölkerung als Muttersprache gesprochen. Daneben gibt es große Minderheiten von Sprechern des Telugu (28 Prozent), der Sprache des benachbarten Bundesstaates Andhra Pradesh, und des Urdu (25 Prozent), das von den meisten Muslimen gesprochen wird. Kleinere Minderheiten sprechen Hindi (3 Prozent), Marathi (2 Prozent) und Tamil (2 Prozent).

## Wirtschaft und Infrastruktur
In Ballari ist Stahlindustrie ansässig, die die reichen Erzvorkommen der Umgebung verwertet. Durch die Stadt führt der National Highway 63 von Ankola an der Westküste über Hubballi und Guntakal nach Gooty in Andhra Pradesh. Parallel dazu verläuft die Bahnstrecke von Hubballi nach Guntakal. Ballari hat zwei Bahnhöfe, Bellary Junction und Bellary Cantonment. Der Flughafen Ballari ist derzeit nicht in Betrieb.